# Société vaudoise des sciences naturelles
La Société vaudoise des sciences naturelles (SVSN) est une société savante fondée en 1819 à Lausanne. Elle a pour but l’étude et le progrès des sciences naturelles, principalement dans le canton de Vaud.

## Historique
Diverses sociétés scientifiques plus ou moins éphémères ont précédé la SVSN. On retient comme date de fondation 1819,, peu après la création à Genève de la Société Helvétique des Sciences Naturelles (SHSN) à laquelle participent quelques éminents naturalistes vaudois. L’on retrouve ces derniers comme membres fondateurs de la Société Vaudoise des Sciences Naturelles, qui tient sa première séance le 17 mars 1819. Elle est dès lors une section cantonale de la SHSN à laquelle elle verse une contribution financière et doit se conformer au directives strictes de l’association faîtière quant à la fréquence et au programme des séances, et ne doit accepter que des candidats agréées par la SHSN.
Le développement de l’enseignement académique, dès la fin du XIXe siècle lorsque l’Académie devient Université de Lausanne, dotée d’une faculté des sciences, d’une faculté de médecine, puis d’une École polytechnique, enfin et surtout le progrès général des connaissances scientifiques remettent en question le bien-fondé des choix de la SVSN. Ceci entraîne des modifications des statuts de la société, qui sont entièrement revus en 1963 et 2017. Cette dernière version précise : « La SVSN est membre de l’Académie suisse des sciences naturelles (SCNAT) et a pour buts l’étude, l’avancement et la diffusion des sciences naturelles, des sciences exactes et des sciences connexes. ».
Dès le milieu du XXe siècle, la société est structurée en sections : Chimie (1957), Biologie expérimentale (1963), Botanique et zoologie (1963), Sciences de la terre (1963), Géologie (1974), Méthodes statistiques (1965). Chaque groupe met sur pied ses propres activités.
Le Comité actuel comprend toujours des sections (Botanique, Chimie, Mathématiques, Méthodologie et histoire des sciences, Physique, Sciences de la Terre, Sciences de la Vie et Zoologie).

### Le Bulletin
Le Bulletin de la SVSN est publié en continu depuis 1842 et comporte des articles de spécialistes. Il constitue en quelque sorte un journal de bord de l’histoire vaudoise des sciences. Longtemps publié sous la forme de trois ou quatre fascicules par année, reliés en volumes couvrant deux ou trois ans, le Bulletin paraît depuis 2016 à raison d’un volume par année. Il est accessible en ligne depuis 2012.

## Activités
Afin de promouvoir un dialogue entre les spécialistes et le grand public, la SVSN organise des conférences, excursions et visites sur les thématiques de ses sections.

### Blocs erratiques
La SVSN est propriétaire de 16 blocs erratiques, qui lui ont tous été donnés. À la suite des travaux de Jean-Pierre Perraudin, Ignace Venetz et Jean de Charpentier, et dans le cadre d’un grand inventaire national des blocs erratiques, la SVSN a établi en 1868 une commission chargée d’étudier cette question à l’échelon vaudois. Leur inventaire a permis d’éviter en partie leur destruction.

## Relations
Le Comité des travaux historiques et scientifiques (CTHS), un Institut rattaché à l’École nationale des chartes, à Aubervilliers, mentionne la SVSN dans son Annuaire des sociétés savantes.

## Archives
- Fonds : Société vaudoise des sciences naturelles (1772-2009) [23,30 ml].  Cote : PP 1100. Archives cantonales vaudoises (présentation en ligne).